# Adelodus
Adelodus is een vliegengeslacht uit de familie van de roofvliegen (Asilidae).

## Soorten
- A. nigrocoeruleus Hermann, 1912
- A. rufipes Hermann, 1912